# Robert Bart
Robert Jean Louis Bart (* 21. Juni 1930 in Merville, Département Nord; † 14. Januar 2003 in Lille) war ein französischer Hürdenläufer und Sprinter.
Bei den Olympischen Sommerspielen 1952 in Helsinki erreichte er über 400 m Hürden das Viertelfinale und wurde Sechster in der 4-mal-400-Meter-Staffel.
Über 400 m Hürden schied er bei den Leichtathletik-Europameisterschaften 1954 in Bern im Halbfinale aus und gewann Silber bei den Mittelmeerspielen 1955.
1952 und 1954 wurde er Französischer Meister über 400 m Hürden.

## Persönliche Bestzeiten
- 400 m: 48,6 s, 1952
- 400 m Hürden: 52,6 s, 24. August 1955, Prag